# Maneka Gandhi
Maneka Gandhi, née Monika Anand le 26 août 1956 à Delhi, est une femme politique et ancienne journaliste indienne, engagée dans la défense des droits des animaux. Elle a été ministre de 4 gouvernements et a écrit de nombreux livres sur l'étymologie, le droit et la défense des animaux. Elle est un membre de la famille Nehru-Gandhi.

## Jeunes années
Maneka Gandhi est née à Delhi et a étudié à la Lawrence School, Sanawar, puis au Lady Shriram College à New Delhi. Elle épouse ensuite Sanjay Gandhi, fils du Premier ministre  Indira Gandhi. Ancien mannequin et éditrice du magazine Surya India, Maneka Gandhi entre en politique en 1982 après la mort de son époux dans un accident d'aviation et revendique l'héritage politique de ce dernier face au nouveau dauphin, Rajiv Gandhi. Elle entre en conflit ouvert avec Indira Gandhi, "après que [Maneka] a manifesté son intention de suivre les pas de son époux au Congrès".

## Carrière politique
Maneka Gandhi fonde le Sanjay Vichar Manch ("Plateforme pour la pensée de Sanjay") en 1983 dans la perspective des prochaines élections prévues pour 1985. Se rapprochant du chief minister de l'Andra Pradesh Rama Rao, dans l'opposition au Premier ministre, elle réunit autour de son mouvement des mécontents du Congrès (I). Elle défie ouvertement Rajiv Gandhi en se présentant dans la circonscription d'Amethi, autrefois détenue par son époux Sanjay. Elle rejoint le Janata Dal en 1988 dont elle devient la secrétaire générale en 1989. Elle remporte sa première élection en 1989 et devient Ministre de l'environnement de 1989 à 1991 dans le cabinet de V.P. Singh. Elle est l'initiatrice du ministère indien du bien-être animal.
En 1996 et 1998, elle est réélue à la Lok Sabha en indépendante, députée de Pilibhit en Uttar Pradesh et devient Ministre d'État pour la Justice sociale et Ministre de la Culture sous des gouvernements dirigés par le BJP. 
Son fils Varun Gandhi est aussi membre du BJP.
Le 26 mai 2014, elle devient ministre des Femmes et du Développement de l'enfant, dans le gouvernement fédéral de Narendra Modi, en 12e position dans l'ordre protocolaire des 23 ministres du cabinet.

## Engagement écologiste
Maneka Gandhi est une écologiste engagée, qui a soulevé la question des droits des animaux en Inde. Elle crée en 1992 l'association People for Animals. Elle préside en 2007 le jury des Energy Globe Awards. Elle est végane et a écrit de nombreux livres sur la  question

## Journalisme
En tant que journaliste, Maneka Gandhi est connue pour avoir publié dans le magazine Surya des photos de relations sexuelles entre Suresh Ram (Fils du Ministre de la défense d'alors Babu Jagjivan Ram) et Sushma Chaudhury, une étudiante de l'Université de Delhi,,.